# Mike Hanke
Mike Hanke (Hamm, 5 november 1983) is een Duitse voormalig profvoetballer die bij voorkeur als aanvaller speelde.
Hij tekende in juli 2014 bij Guizhou Renhe, dat hem overnam van SC Freiburg. Eind 2014 beëindigde hij zijn loopbaan.

## Clubvoetbal
- 2002-2005: Schalke 04
- 2005-2007: VfL Wolfsburg
- 2007-2011: Hannover 96
- 2011-2013: Borussia Mönchengladbach
- 2013-2014: SC Freiburg
- 2014: Guizhou Renhe

## Interlandcarrière
Hanke speelde op 8 juni 2005 zijn eerste interland voor Duitsland, tegen Rusland. Hij viel in dat duel na 62 minuten in voor zijn Schalke-ploeggenoot Gerald Asamoah. Hanke maakte deel uit van de selectie voor het WK voetbal 2006 en speelde uiteindelijk twaalf interlands, waarin hij eenmaal tot scoren kwam. In december 2014 beëindigde hij zijn carrière als international.